# DeRuyter (wieś)
DeRuyter – wieś w Stanach Zjednoczonych, w stanie Nowy Jork, w hrabstwie Madison.